# Pacifiphyton bollandi
Pacifiphyton bollandi är en korallart som beskrevs av Williams 1997. Pacifiphyton bollandi ingår i släktet Pacifiphyton och familjen Nephtheidae. Inga underarter finns listade i Catalogue of Life.